# William Allain
Pour les articles homonymes, voir Allain (homonymie).
William L. Allain, né 13 mai 1865 à Néguac (Nouveau-Brunswick) et mort après 1917, est un enseignant et un homme politique canadien.

## Biographie
William L. Allain est né le 13 mai 1865 à Néguac, au Nouveau-Brunswick. Son père est Lazare Allain et sa mère est Marguerite Ferguson. Il étudia au Nouveau-Brunswick puis en Ontario. Il a épousé Mary Jeanne Allain le 22 juillet 1894. Il avait 10 enfants.
Il a été député du comté de Northumberland à l'Assemblée législative du Nouveau-Brunswick de 1908 à 1917 en tant que conservateur ainsi que membre du conseil municipal du comté.